# Valenzuela de Calatrava (kommunhuvudort)
Valenzuela de Calatrava är en kommunhuvudort i Spanien.   Den ligger i provinsen Provincia de Ciudad Real och regionen Kastilien-La Mancha, i den centrala delen av landet, 170 km söder om huvudstaden Madrid. Valenzuela de Calatrava ligger 659 meter över havet och antalet invånare är 788.
Terrängen runt Valenzuela de Calatrava är platt.Runt Valenzuela de Calatrava är det ganska glesbefolkat, med 27 invånare per kvadratkilometer. Närmaste större samhälle är Almagro, 6,7 km nordost om Valenzuela de Calatrava. Trakten runt Valenzuela de Calatrava består till största delen av jordbruksmark.